# Doritos
Doritos er et amerikansk mærke af aromatiseret tortillachips produceret siden 1964 af Frito-Lay, et helejet datterselskab af PepsiCo. De originale Doritos var ikke aromatiseret. Den første smag var Toasted Corn, udgivet i 1966, efterfulgt af Taco i 1967 og Nacho Cheese i 1972.